# Aaron Ernest
Aaron Troy Ernest (* 8. November 1993 in New Orleans) ist ein amerikanischer Sprinter.
Geboren in New Orleans, zog die Familie 2005 nach dem Hurrikan Katrina nach Homewood (Alabama) um, wo er die Homewood High School besuchte. 2011 wurde er von der USA Today ins All-USA-Leichtathletikteam der Saison gewählt wurde. Seine Saisonbestleistungen waren jeweils die drittbesten in den USA.
Bei den Juniorenweltmeisterschaften 2012 in Barcelona gewann er jeweils Silber über 100 und 200 Meter und siegte in der 4-mal-100-Meter-Staffel.
Ab 2012 studierte er an der Louisiana State University.

## Persönliche Bestzeiten
- 60 m (Halle): 6,67 s, 13. Februar 2015, Fayetteville
- 100 m: 10,12 s, 10. Juni 2015, Eugene
- 200 m: 20,14 s, 3. Mai 2014, Baton Rouge
  - Halle: 20,53 s, 24. Februar 2013, Fayetteville